# Silvio Longobucco
Silvio Longobucco (Scalea, 1951. június 5. – 2022. április 2.) olasz labdarúgó, hátvéd.

## Pályafutása
1969 és 1971 között a Ternana csapatában játszott. 1971 és 1975 között a Juventus labdarúgója volt, ahol három bajnoki címet ért el a csapattal. Tagja volt az 1972–73-as idényben BEK-döntős csapatnak. 1975 és 1982 között a Cagliari, 1982-83-ban a Cosenza együttesében szerepelt.

## Sikerei, díjai
Juventus
- Olasz bajnokság
  - bajnok (3): 1971–72, 1972–73, 1974–75
- Bajnokcsapatok Európa-kupája
  - döntős: 1972–73